# Renault Kangoo
Renault Kangoo — французский автомобиль многоцелевого назначения, выпускаемый Renault. Существуют двухдверные и трёхдверные грузовые, а также четырёхдверные пассажирские модификации. Производится с 1997 года по настоящее время на заводах концерна во Франции, Аргентине и Турции.

## Первое поколение
Автомобиль выпускался с 1997 по 2007 год. Мог комплектоваться бензиновыми, дизельными двигателями объёмом от 1,2 (58 л. с.) до 1,9 литра (80 л. с.), а также синхронным электрическим двигателем 22кВт с никель-кадмиевыми аккумуляторами. Электрическая версия имела две модификации: Electri'cité (чистый электромобиль) и Elect'road (с дополнительным бензиновым генератором). Первое поколение Kangoo было подвергнуто рестайлингу в 2003 году, в результате  автомобили отличаются новым стилем передней части
В стандартный комплект входили ГУР, подушки безопасности, АБС и кондиционер. Существуют модификации с автоматической коробкой передач, а также полноприводная версия 4 × 4. Модель первого поколения  продавалась в Латинской Америке и Европе как Nissan Kubistar до конца 2009 года, когда он был заменен на Nissan NV200. Существует опция, позволяющая добавить в машину третий ряд сидений с тремя местами.
Kangoo первого поколения имеет удлинённую модификацию Kangoo Rapid Maxi. Всего с начала выпуска и до сентября 2007 года выпущено 2 200 000 автомобилей.

### Kangoo Trekka и 4x4
Не путать с Skoda Trekka
Версия с полным приводом была введена в 2001 году и производилась как Trekka. Подвеска была аналогична обычной модели, но Trekka имела привод на все колёса. Также существовала версия 4x4 с полным приводом и увеличенным клиренсом

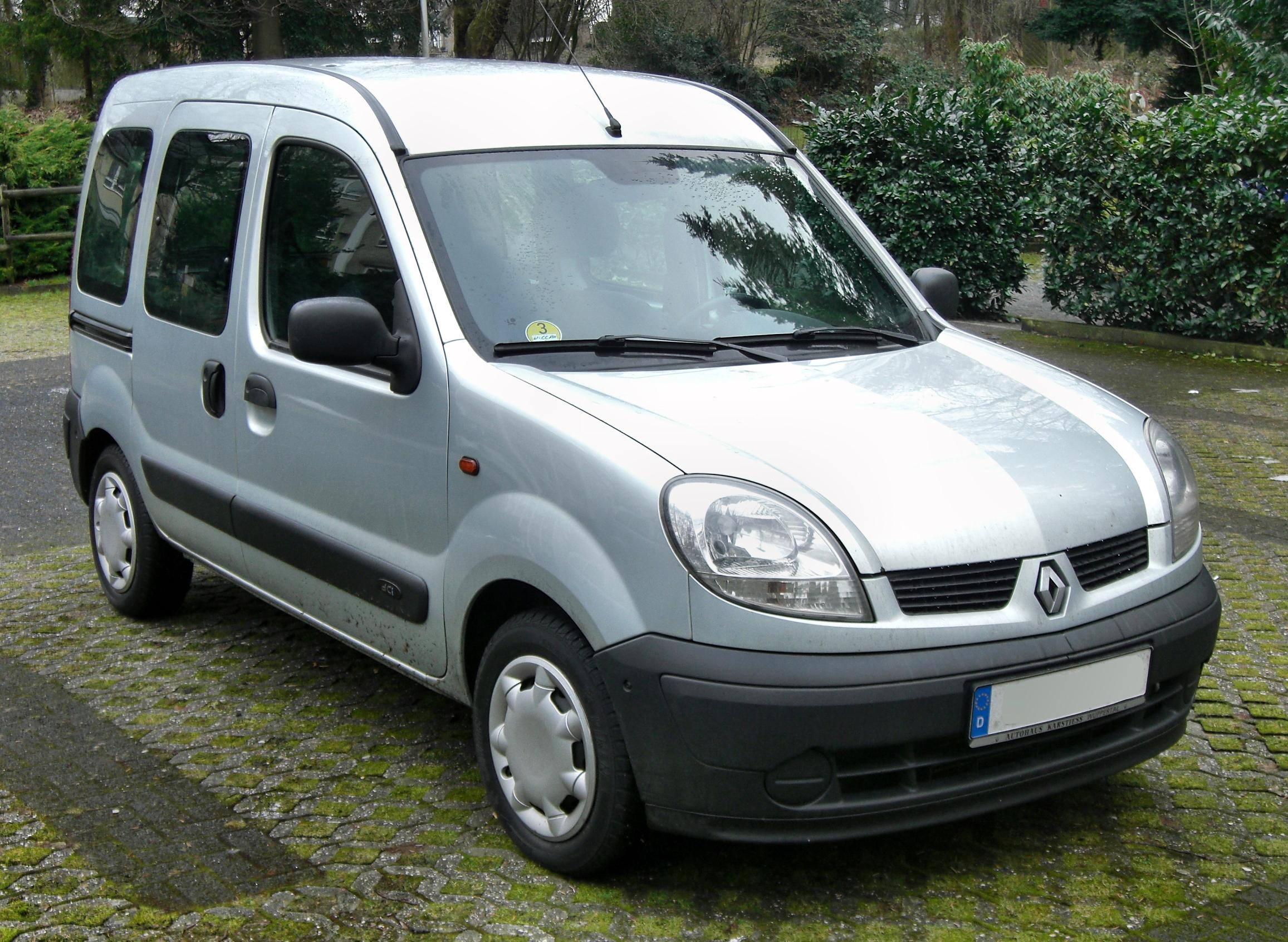
Renault Kangoo после рестайлинга 2003 года
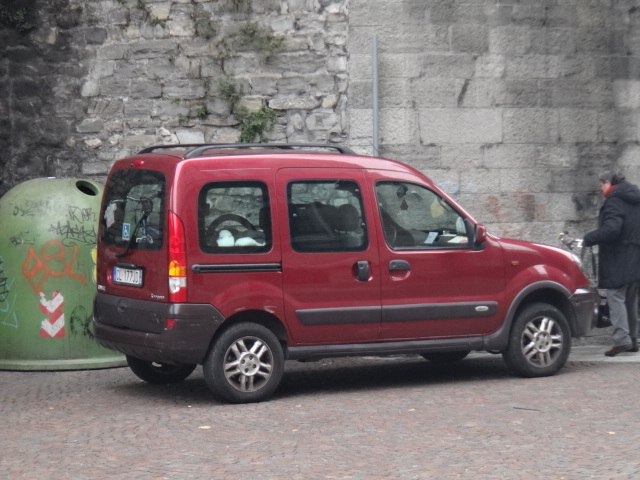
Kangoo Trekka
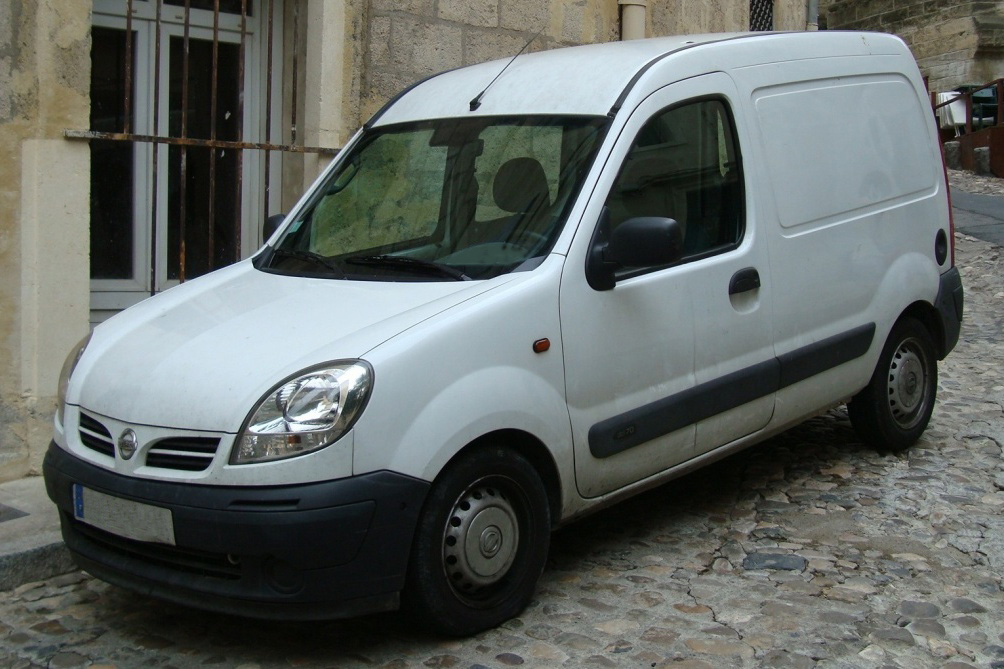
Nissan Kubistar
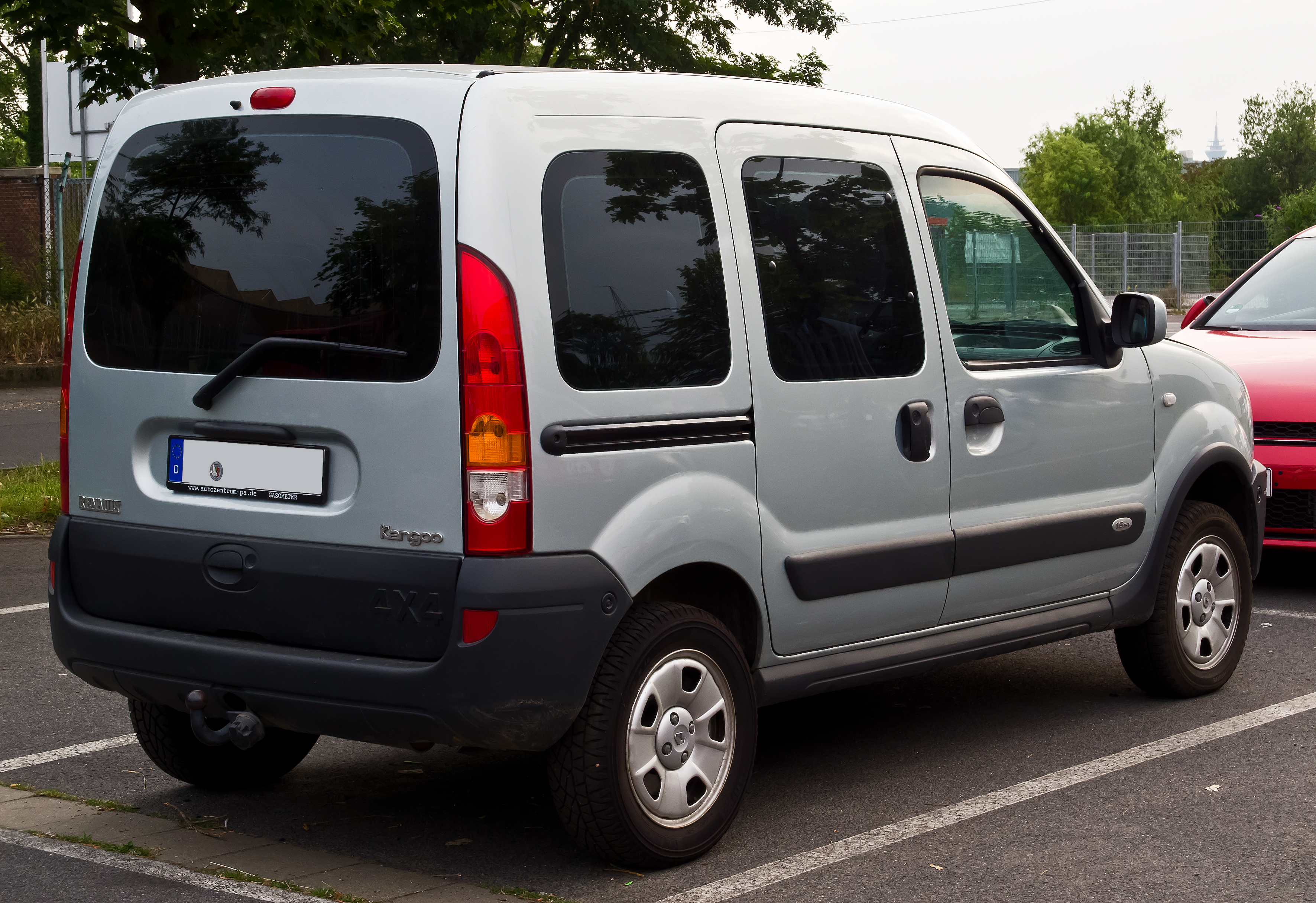
Kangoo 4x4
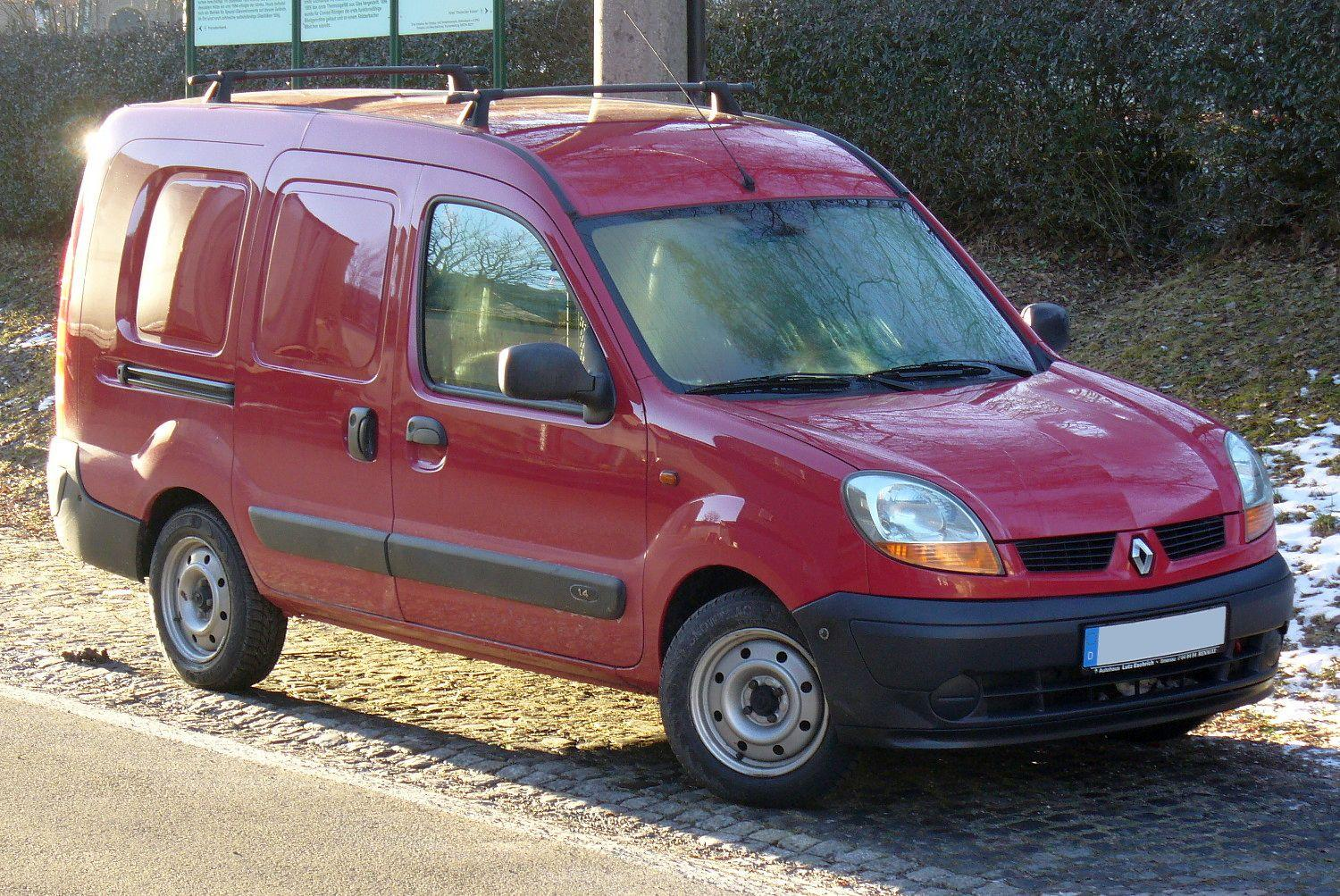
Kangoo Rapid Maxi
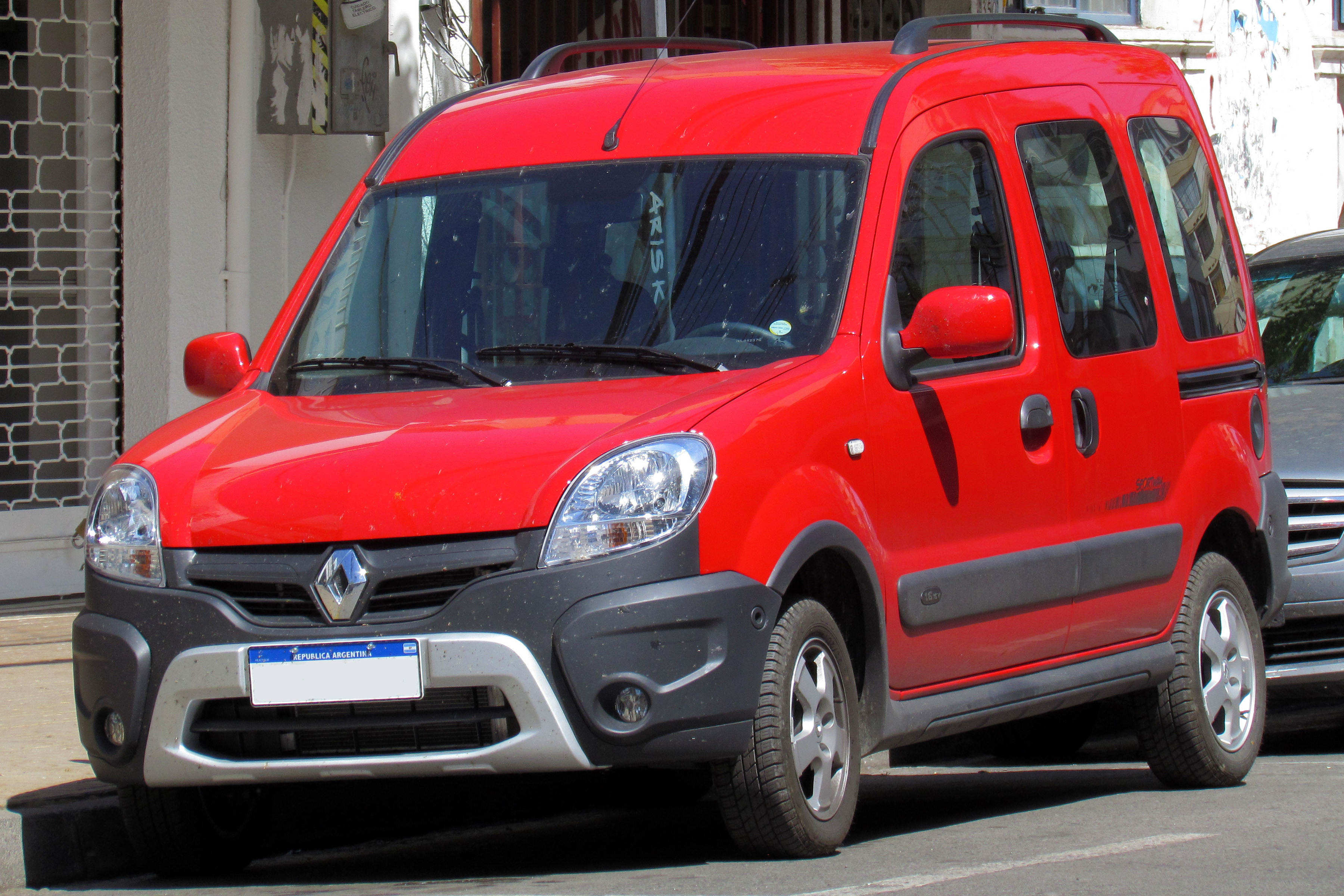
Renault Kangoo 1 (Латинская Америка, 1998-2018)

### Безопасность
| Euro NCAP                                                   | Euro NCAP | Euro NCAP | Euro NCAP |
| ----------------------------------------------------------- | --------- | --------- | --------- |
| Рейтинги                                                    | Пассажир  |           | 26        |
| Рейтинги                                                    | Ребёнок   |           | 23        |
| Рейтинги                                                    | Пешеход   |           | 2         |
| Протестированная модель: Renault Kangoo 1,5 dCi, LHD (2003) |           |           |           |

## Второе поколение

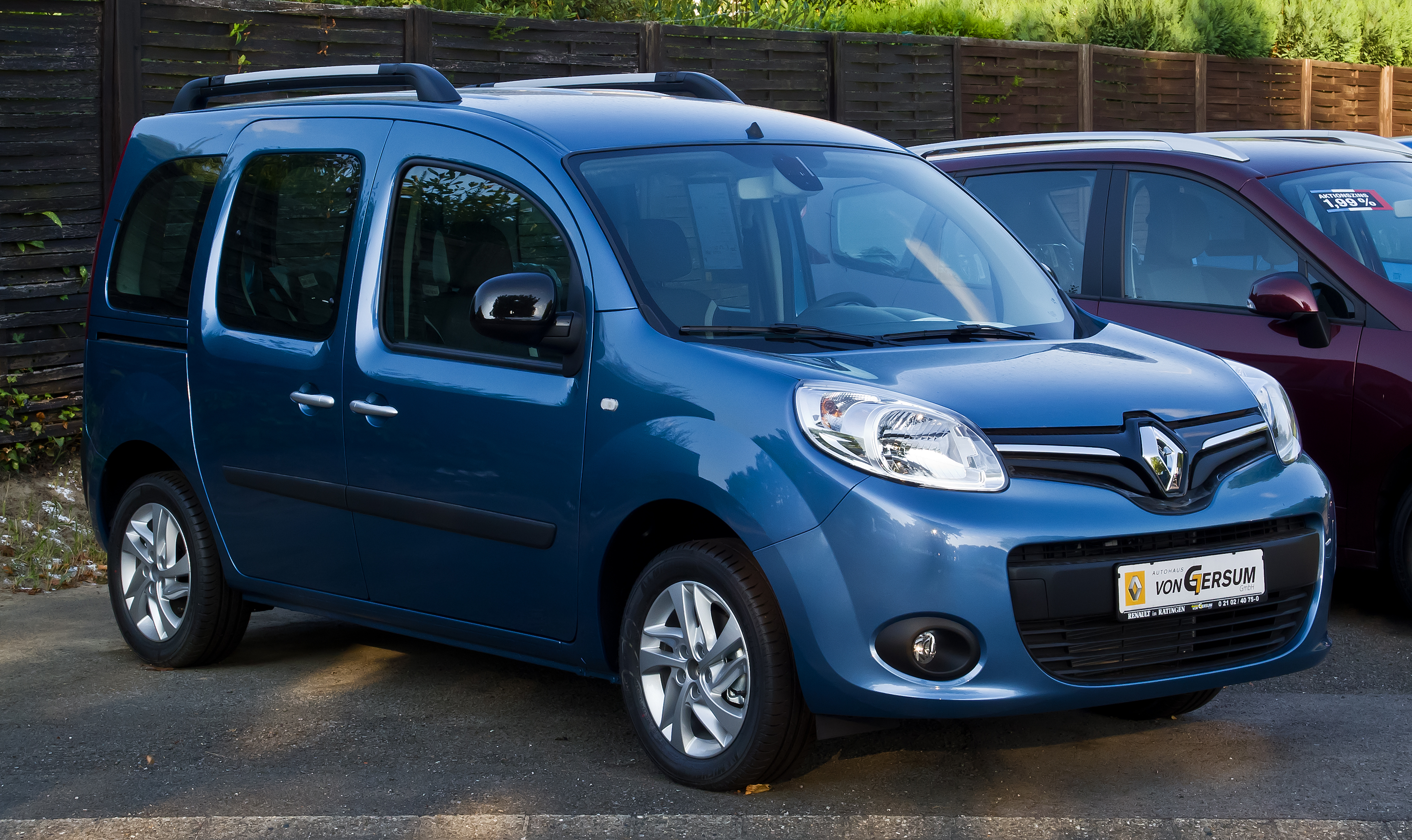
Renault Kangoo после рестайлинга 2013 года

С мая 2007 года выпускается Kangoo второго поколения. Автомобиль базирован на новом Renault Scenic.
В феврале 2013 года Renault Kangoo второго поколения был модернизирован. Изменилось оформление передней части кузова и салонной панели, богаче стало оснащение.
Автомобиль может комплектоваться как бензиновыми (105 л.с.), так и дизельными (75 — 90 — 110 л.с.) двигателями. Модели, производимые до 2013 года могли быть также оборудованы моторами Flex-Fuel, позволяющими выбирать между бензином, этанолом и произвольной их смесью.
Kangoo имеет 4 модификации с разной колёсной базой:
- Kangoo Compact (фургон с укороченной колёсной базой)
- Kangoo Be Bop (укороченная пассажирская версия, производился с 2009 по 2012 год)[4]
- Kangoo Express (обычная модификация)
- Kangoo Express Maxi (с удлинённой колёсной базой)[5]

В 2016 году появилась версия Kangoo X-Track с дифференциалом повышенного трения, увеличенным дорожным просветом и защитой днища кузова.

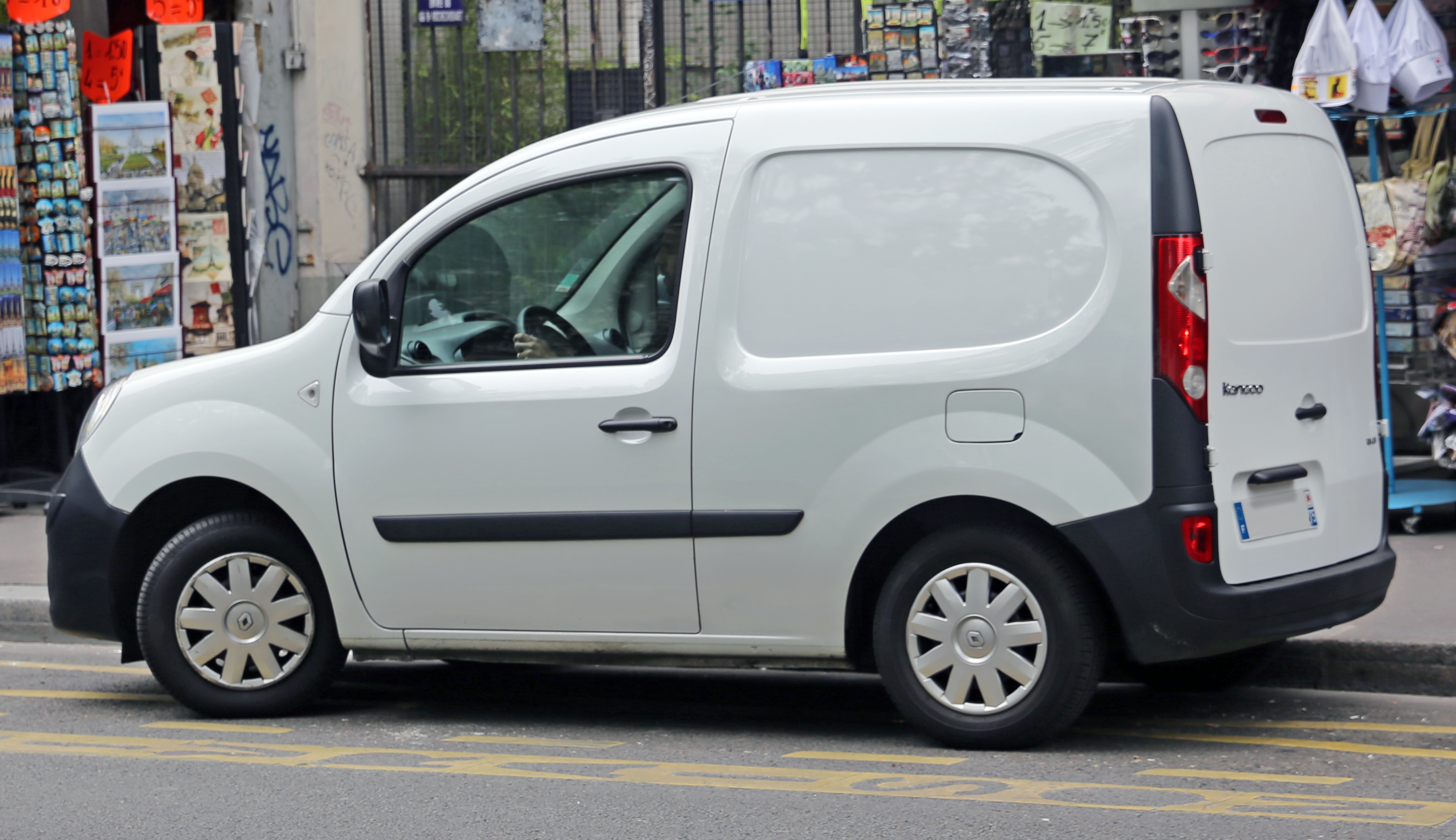
Kangoo Compact
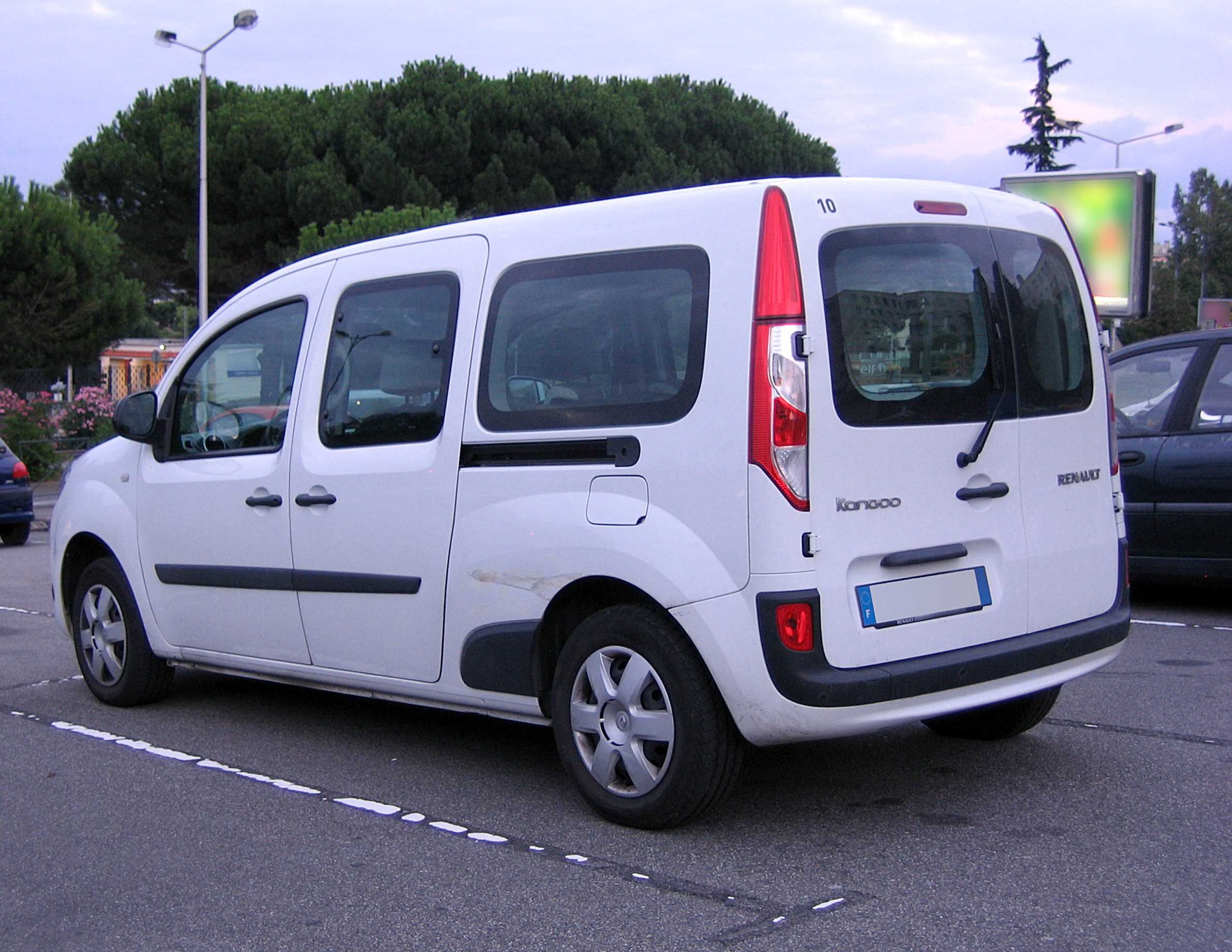
Kangoo Maxi
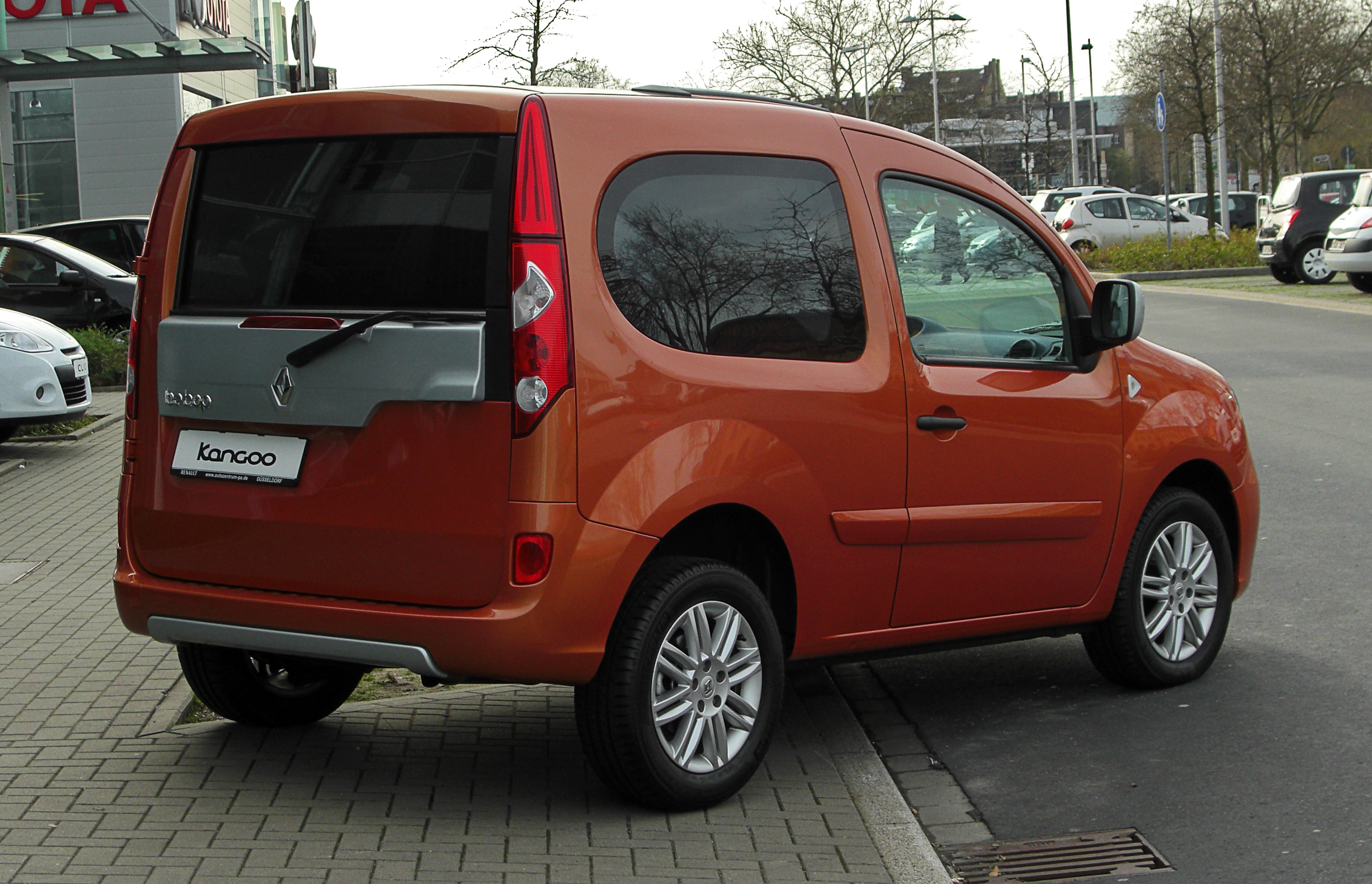
Kangoo Be Bop
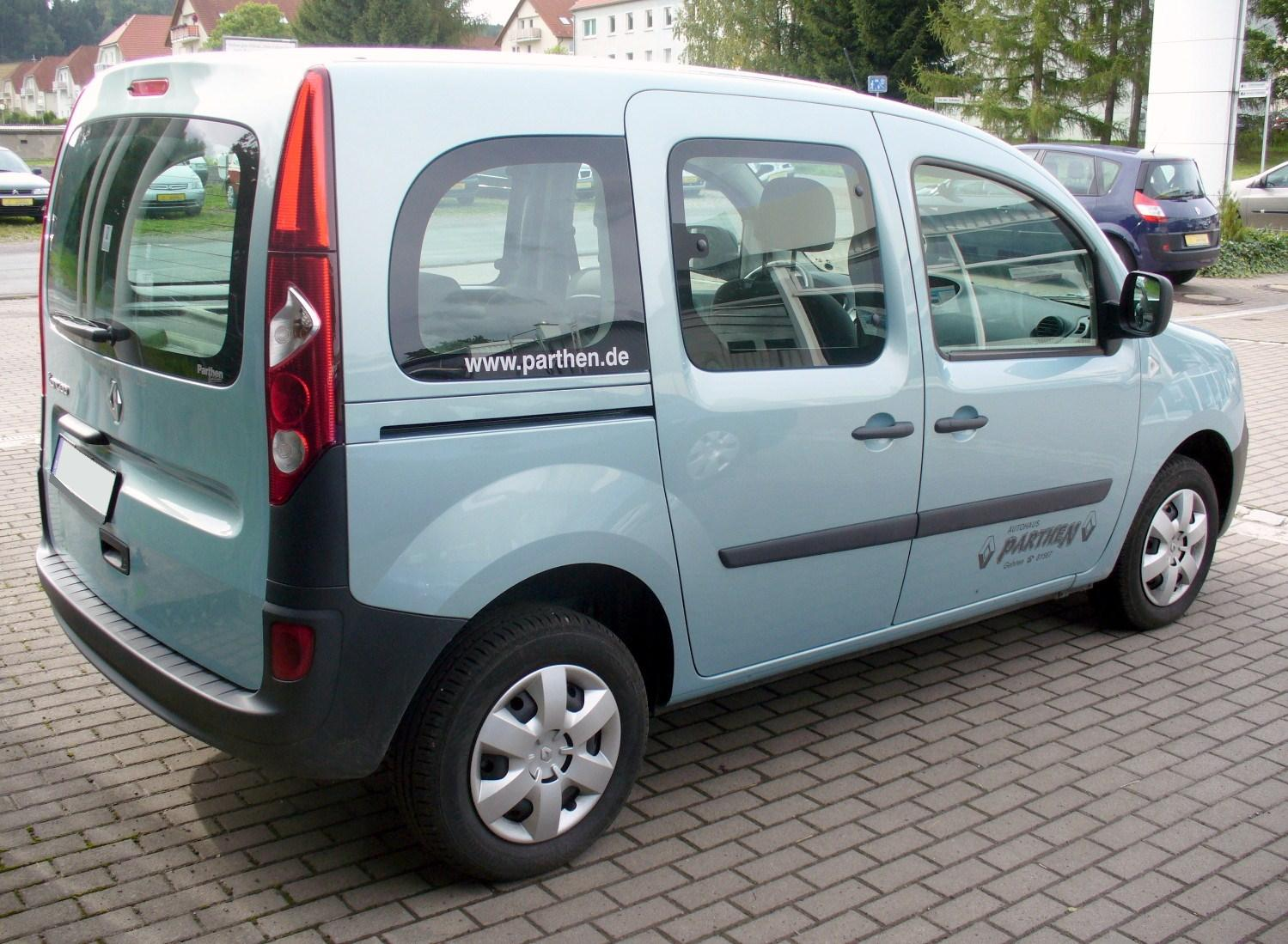
Обычный Kangoo

### Безопасность
| Euro NCAP                                                                | Euro NCAP | Euro NCAP | Euro NCAP |
| ------------------------------------------------------------------------ | --------- | --------- | --------- |
| Рейтинги                                                                 | Пассажир  |           | 28        |
| Рейтинги                                                                 | Ребёнок   |           | 41        |
| Рейтинги                                                                 | Пешеход   |           | 14        |
| Протестированная модель: Renault Kangoo 1,5 dCI 'Expression', LHD (2008) |           |           |           |

В рейтинге германской «Ассоциации технического надзора» (VdTUV) в возрастной категории «от 8 до 9 лет» Renault Kangoo признан самым ненадежным поддержанным автомобилем 2019 года

### Под другими названиями
В сентябре 2012 года, Mercedes-Benz запустил выпуск автомобиля на базе Kangoo — Mercedes-Benz Citan.

## Kangoo Express Z. E

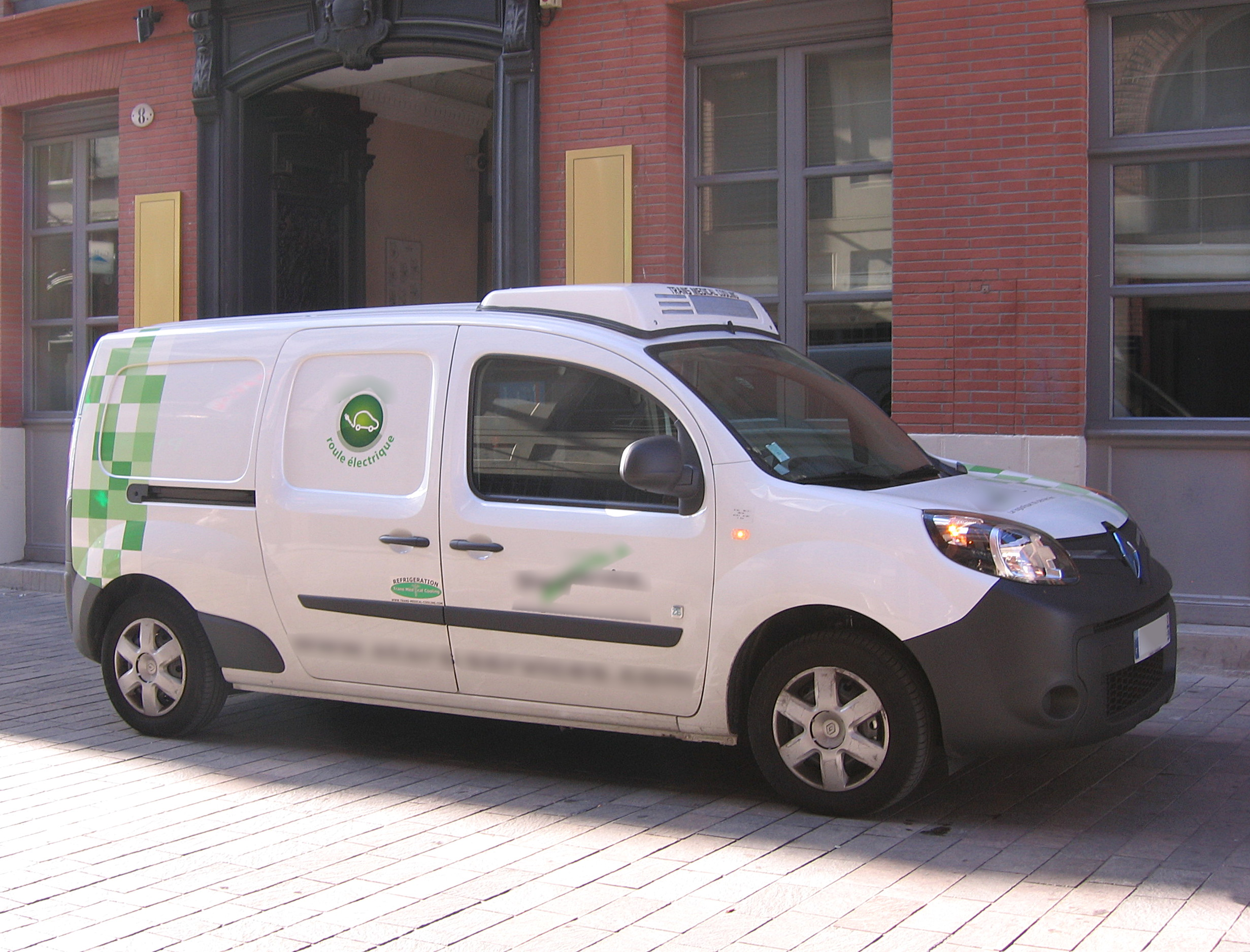
Kangoo ZE Maxi

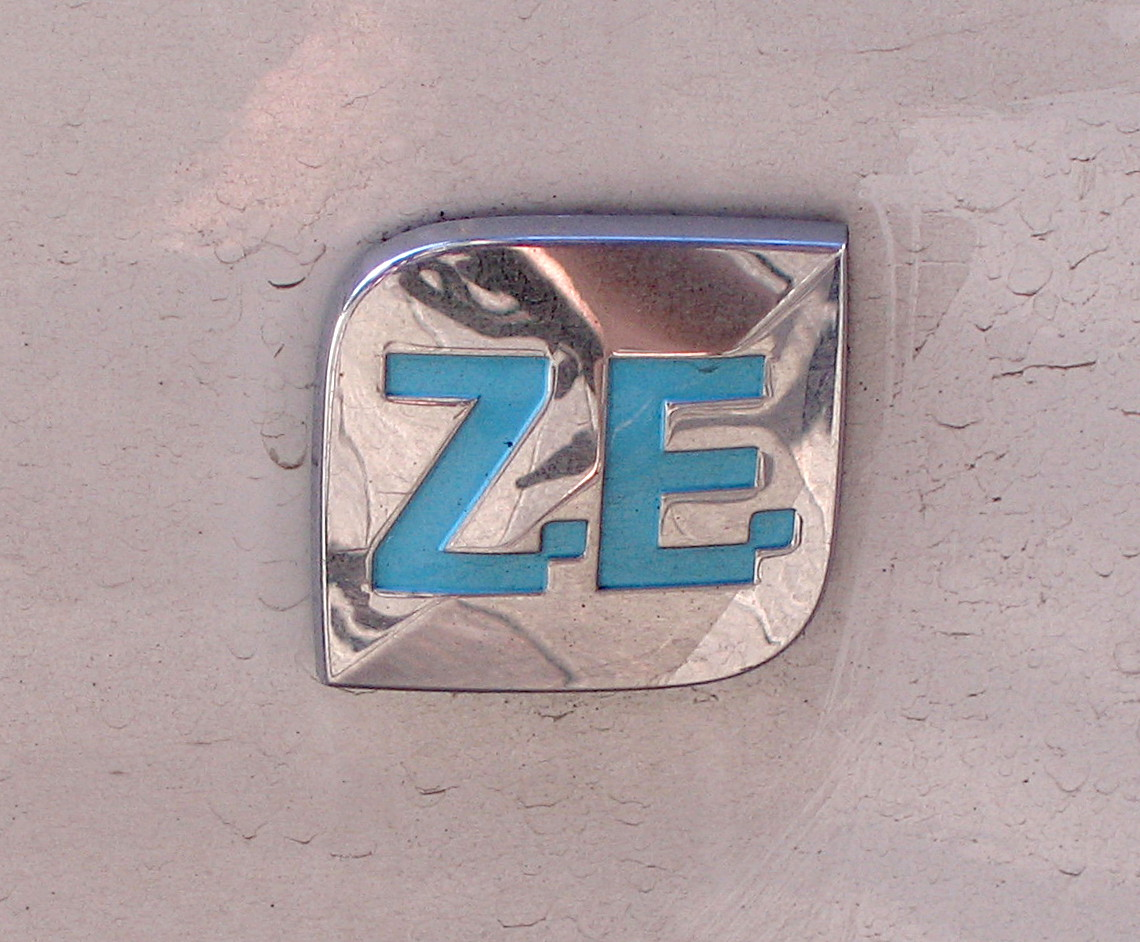
Логотип ZE

С 2011 года Renault производит электрическую версию Kangoo — Kangoo Express Z. E. Она имеет электромотор мощностью примерно 70 л. с. и крутящим моментом в 226 Н•м. Заявленная автономия — 170 км. Во Франции Рено продаёт автомобили Z.E. без аккумуляторов — аккумуляторы арендуются владельцем машины у компании Renault за ежемесячную плату порядка 79€. Полный заряд аккумулятора от обычной розетки занимает 6-8 часов, при этом компанией Renault предусмотрена возможность станций автоматической смены аккумуляторов Quickdrop. Длина автомобиля составляет 4,21 м., вместимость – от 3 до 3,5 м3 (идентично версии с двигателем внутреннего сгорания), а грузоподъёмность – 650 кг.
Kangoo ZE имеет те же размеры, что и модели с ДВС. Несмотря на то, что аккумуляторы занимают много места, количество грузового пространства не пострадало, поскольку батареи находятся под полом автомобиля. С 2015 года компания Renault начала реализацию в России Renault Kangoo Z. E. и Renault Kangoo Maxi Z. E. для корпоративных клиентов.